# Опалинский, Пётр (1586)
Пётр Опалинский (1586 — 17 января 1624) — польский магнат, каштелян познанский (1620—1622), воевода познанский (1622—1624), староста сремский.

## Биография
Представитель польского магнатского рода Опалинсих герба «Лодзя». Второй (младший) сын каштеляна рогозьновского Яна Опалинского (1546—1598) и Барбары из Остророга Львовской (ум. после 1604). Старший брат — воевода калишский и познанский Ян Опалинский (1581—1637).
После смерти своего отца в 1598 году Пётр Опалинский унаследовал Серакувский замок. Учился в Познанской иезуитской коллегии, а позднее в Ингольштадском и Падуанском университетах. Посетил Рим, а в 1605 году вернулся на родину.
В 1606 году был избран послом (депутатом) на сейм. В 1611 году получил во владение староство сремское. Он был одним из делегатов, которые в 1613 году были отправлены сеймом к коронных войскам, составившим конфедерацию в Люблине. В 1616 году вошел в состав польско-литовского посольства, отправленного в Москву.
Дворянин и секретарь королевский. В 1617 году во главе собственной роты участвовал в военном походе польского королевича Владислава Вазы на Русское государство, где зимой 1617—1618 года принимал участие в военных действиях.
В 1620 году Пётр Опалинский получил должность каштеляна познанского, в 1621 году командовал полком во время хотинской кампании. В 1622 году был назначен воеводой познанским. В 1624 году на земского средзском сеймике требовал принятия нового изменения для более справедливого распределения налогов.
Увеличил свои владения, ему принадлежало три города (Серакув, Бнин и Черниев) и 50 сёл.
Скончался 17 января 1624 года и был похоронен в бернардинском костёле в Серакуве, где его надгробие изготовил Себастьян Зала. В 1995 году его саркофаг был перенесен в Серакувский замок.

## Семья и дети
В 1607 году женился на Софии Костке (1591—1639), дочери Кшиштофа Костки (ум. 1602) и Анны Пилецкой (1572—1631). Их дети:
- Кшиштоф Опалинский (ок. 1609—1655), воевода познанский (1638—1655), староста ковельский, сремский и осецкий
- Лукаш Опалинский (ок. 1612—1662), подкоморий познанский (с 1641), маршалок надворный коронный (1650—1662)
- София Людвика Опалинская (ум. 1657), 1-й муж с 1646 года — гетман великий коронный и каштелян краковский Станислав Конецпольский (ум. 1646), 2-й муж с 1651 года князь Самуил Кароль Корецкий (ок. 1621—1651)
- Анна Беата Опалинская (ум. 1648), 1-й муж с 1629 года маршалок надворный коронный Станислав Пшиемский (ок. 1594—1642), 2-й муж — воевода иновроцлавский Якуб Роздражевский
- Франциска Опалинская, монашка бенедиктинского монастыря в Познани.